# Torry
Torry (Torraidh en gaèlic escocès) és una àrea dins la ciutat d'Aberdeen, a Escòcia (Regne Unit). A la vora del Riu Dee, fou Vila Reial independent. Fou incorporada a Aberdeen el 1891, després de la construcció del Pont de la Reina Victòria.
L'antigament fortificada bateria de defensa de Torry, emprada per darrer cop amb finalitats militars durant la Segona Guerra Mundial, és avui en dia un monument protegit pel seu interès històric. A tocar hi ha un interessant far i les restes de l'església de St. Fittick, construïda el 1199.
Torry és avui un dia un suburbi amb menor pressió demogràfica que no pas el centre d'Aberdeen. És famós per la històrica comunitat de pescadors i encara hi perviuen algunes indústries relacionades amb la pesca i la distribució de peix. Tradicionalment Torry ha estat considerada una part de la ciutat amb habitatge assequible i per això ha acollit joves i més recentment nouvinguts de l'Europa de l'Est, especialment polonesos. Els habitants d'origen polonès són una comunitat molt important entre els cristians catòlics practicants. El preu de venda mitjà dels habitatges s'estima en £103,596 front a les  £227,357 de la ciutat d'Aberdeen. L'atur a Torry s'estima de l'ordre del 3,1%, superior a la mitjana de la ciutat (1,8%) i de la comarca (1,1%). S'estima que a Torry hi viuen poc més de 10.500 persones (dades del 2013).
El camp de golf de Balnagask ofereix vistes vistes panoràmiques de la ciutat i de la badia, tot sovint visitada per dofins. A Torry, com a la resta d'Aberdeen, s'hi parla anglès i scots, localment anomenat Doric.
Un barri de Tory es diu Balnagask, un nom d'origen gaèlic que vol dir "poblat del forat".